# Ourense (pokrajina)
Ourense (špa. Orense) je španjolska provincija na sjeverozapadu Španjolske, u jugoistočnom dijelu autonomne zajednice Galicije.
U pokrajini živi 322.293 stanovnika (1. siječnja 2014.), a prostire se na 7.273 km². Glavni grad pokrajine je Orense (galicijski: Ourense). Službeni jezici su španjolski i galicijski jezik.

## Vanjske poveznice
- Deputación de Ourense/Diputación Provincial de Orense (galicijski, španjolski)
- Službena turistička starnica provincije Ourense  Arhivirana inačica izvorne stranice od 4. travnja 2016. (Wayback Machine)
- Stranica CRTVG o provinciji Ourense